# یواس‌اس الکترونی (ای‌جی-۱۴۶)
یواس‌اس الکترونی (ای‌جی-۱۴۶) (به انگلیسی: USS Electron (AG-146)) یک کشتی بود که طول آن 328' بود. این کشتی در سال ۱۹۴۵ ساخته شد.